# Frans de Waal
Fransiscus Bernardus Maria "Frans" de Waal, född 29 oktober 1948 i 's-Hertogenbosch i Noord-Brabant, död 14 mars 2024 i Atlanta, Georgia, var en nederländsk psykolog, primatolog och etolog. Han var "Charles Howard Candler"-professor i primaters beteende vid Institutionen för psykologi vid Emory University i Atlanta, Georgia, och chef för Living Links Center vid Yerkes National Primate Research Center vid Emory University.
de Waal har utgivit flera böcker där han jämför beteende och moral hos människan med andra primaters, detta för att utforska moralens natur. Hans uppfattning om människans moral skiljer sig från tidigare evolutionsbiologers, som Richard Dawkins, eftersom han menar att alla primater har en inbyggd rättskänsla och biologiskt betingad moral.

## Studier
Frans de Waal studerade vid de nederländska universiteten Universitetet i Nijmegen, Universitetet i Groningen och Universitetet i Utrecht. 1977 tog De Waal sin doktorsexamen i biolog från Universitetet i Utrecht efter utbildning till zoolog och etolog hos professor Jan van Hooff, en välkänd expert på känslomässiga ansiktsuttryck hos primater. Hans avhandling med titeln: "Agonistiska interaktioner och relationer mellan Java-apor" gällde aggressivt beteende och alliansbildning hos makaker. De Waal har många gånger sagt att han har inspirerats av den nederländske etologen Niko Tinbergen.

## Karriär
De Waal studerade senare primaters beteende ur en evolutionär synvinkel och jämförde dessa primater med människor på grundval av en tankeström som kallas antropomorfism. I synnerhet tror de Waal, när det gäller bonobos, att han kan känna igen en rad beteenden och känslor, såsom altruism, medkänsla, empati, vänlighet, tålamod och känslighet, fram till då uteslutande associerad med den mänskliga arten. Med sin bok från 1997 fortsätter de Waal med vår inre apa (apan inom oss), parallelliteten mellan människa och bonobo, och i denna primat erkänner han roten till de mest komplexa mänskliga beteenden, som han därför anser bör redan vara närvarande, om än skissartad, i den gemensamma förfadern som binder ihop släktena Homo och Pan.
Detta är helt motsatt uppfattningen hos vissa ekonomer och antropologer, som postulerar skillnader mellan människor och andra djur. Det senaste arbetet med prosociala tendenser hos apor och apor stöder dock de Waals ståndpunkt. Se till exempel forskning av Felix Warneken, en psykolog vid Max Planck Institute for Evolutionary Anthropology i Leipzig, Tyskland. Under 2011 var de Waal och hans medarbetare de första som rapporterade att när schimpanser fick fritt välja mellan att bara hjälpa sig själva eller att hjälpa sig själv plus en partner, föredrog det senare. Faktum är att de Waal inte tror att dessa tendenser är begränsade till människor och apor, men ser empati och sympati som universella däggdjursegenskaper, en uppfattning som under det senaste decenniet har fått stöd från studier om gnagare och andra däggdjur, till exempel hundar. Han och hans studenter har också i stor utsträckning arbetat med samarbete och rättvisa hos djur, det senare ledde till en video som blev viral om ojämlikhet mot aversion bland kapucinapor. Det senaste arbetet inom detta område var den första demonstrationen som gav chansen att spela Ultimatum-spelet. Schimpanser svarar på samma sätt som barn och vuxna människor genom att föredra det rättvisa resultatet.
1981 flyttade de Waal till USA för en tjänst vid Wisconsin National Primate Research Center, och 1991 fick han en post vid Emory University, i Atlanta, Georgia. Han är för närvarande C.H. Candler professor vid psykologiska avdelningen vid Emory University och chef för Living Links Center vid Yerkes National Primate Research Center vid Emory. Han blev amerikansk medborgare 2008.
| ” | Möjligheten att empati finns i delar av hjärnan så gamla att vi delar dem med råttor, borde skänka eftertanke åt alla som jämför politiker med fattiga, underskattade personer. Frans de Waal | „ |

Frans de Waals bok 2013 Bonobon och ateisten undersöker mänskligt beteende med en primatologs ögon och undersöker i vilken utsträckning Gud och religion behövs för mänsklig moral. Huvudkonklusionen är att moral kommer inifrån och är en del av människans natur. Religionens roll är sekundär.
De Waal skriver också en krönika för Psychologie, en populär nederländsk månadstidning.
Sedan 1 september 2013 är de Waal en framstående professor (Universiteitshoogleraar) vid universitetet i Utrecht. Detta är en deltidsanställning - han fortsätter med sin tjänst vid Emory Universitet i Atlanta.
I oktober 2016 var de Waal gäst i BBC Radio 4-programmet The Life Scientific.
I juni 2018 tilldelades de Waal NAT-utmärkelsen, som nyligen inrättades av Museum of Natural Sciences i Barcelona. Priset, som går till människor eller institutioner "som är referenter för deras sätt att betrakta och förklara naturen, antingen för att de har uppmuntrat professionellt engagemang i naturhistoriska discipliner eller för att de har bidragit väsentligt till naturvården", tilldelades de Waal "för hans vision om utvecklingen av djurens beteende för att skapa en parallell mellan primaters och människors beteende i aspekter som politik, empati, moral och rättvisa." Vid sidan av de Waal belönades programledaren i TV och naturforskaren David Attenborough med ett extraordinärt pris för en professionell karriär, och biologen och tidigare chefen för Barcelonas zoologimuseum Roser Nos Ronchera tilldelades en hedersbetygelse.